# David Chase
David Chase, David DeCesare (født 22. august 1945 i New York) er en amerikansk tv-producent, manuskriptforfatter og instruktør som er bedst kendt som skaberen af den kendte tv-serie The Sopranos.
Chase har vundet den prestigerige Emmy Award fem gange. Tre gange for The Sopranos (1999, 2003 og 2004), en gang for Off the Minnesota Strip (1980) og en for The Rockford Files (1978)

## Filmografi

### Som regissør
- 1999: The Sopranos (2 episoder, den første og den sidste)
- 1996: The Rockford Files: Punishment and Crime
- 1988: Almost Grown
- 1985: Alfred Hitchcock Presents (ukendt antal episoder)

### Som producent
- 1999: The Sopranos (86 episoder)
- 1996: The Rockford Files: Punishment and Crime
- 1995: The Rockford Files: A Blessing in Disguise
- 1993-95: Northern Exposure
- 1991: I'll Fly Away (ukendt antal episoder)
- 1988-89: Almost Grown (2 episoder)
- 1982: Moonlight
- 1980: Off the Minnesota Strip
- 1976-80: The Rockford Files (4 episoder)

### Som manuskriptforfatter
- 1999: The Sopranos (86 episoder)
- 1996: The Rockford Files: Punishment and Crime
- 1994: Northern Exposure (1 episode)
- 1991: I'll Fly Away (ukendt antal episoder)
- 1988-89: Almost Grown (ukendt antal episoder)
- 1982: Moonlight
- 1980: Off the Minnesota Strip
- 1976-79: The Rockford Files (20 episoder)
- 1974-75: Kolchak: The Night Stalker (8 episoder)
- 1974: Grave of the Vampire